# باتريك راين (مؤلف)
باتريك راين (بالإنجليزية: Patrick Ryan)‏ (1965، واشنطن العاصمة في الولايات المتحدة)؛ روائي أمريكي.